# 小賀坂スキー製作所
株式会社小賀坂スキー製作所（おがさかスキーせいさくしょ）は、長野県長野市に本社を構えるスキー・スノーボード製造会社。スキー、スノーボードの製造、及び、販売を主力事業としている。
自社ブランドとして、以下製品を展開している。
- オガサカスキー(OGASAKA SKI)
- ブラストラック（BLASTRACK)
- オガサカスノーボード（OGASAKA SNOWBOARDS)
- ノベンバースノーボード（NOVEMBER SNOWBOARDS）
- スクータースノーボード（SCOOTER SNOWBOARDS)

## 沿革
- 1912年（明治45年） - 長野県飯山市の家具職人・小賀坂濱太郎が、国内第一号のスキーメーカーとして創業
- 1919年（大正8年） 　- 宮内庁へスキーを献上
- 1958年（昭和33年） - 株式会社小賀坂スキー製作所設立
- 1959年（昭和34年） - 本社・工場を長野市に移転
- 1975年（昭和50年） - 小賀坂スキー販売株式会社設立
- 1977年（昭和52年） - 小賀坂商事株式会社設立
- 1983年（昭和58年） - 財団法人邦友グランド設立
- 1987年（昭和62年） - オガサカスノーボード「スノーアクロス」発売。
- 1996年（平成 8年） - スクータースノーボード発売。
- 2003年（平成15年） - ノーベンバースノーボード発売。
- 2011年（平成23年） - 独自にフリーライド、バックカントリー系に重点を置いた新ブランド“BLASTRACK” 設立。
- 2012年（平成24年） - 創業100周年を迎える[1]。